# Bieke Depoorter
Bieke Depoorter, née à Courtrai en 1986, est une photographe documentaire belge, membre de l'agence Magnum Photos.

## Biographie
Bieke Depoorter est née à Courtrai en 1986. Elle est diplômée en photographie à l'Académie royale des beaux-arts de Gand en 2009.
Dès ses débuts, elle pratique la photo documentaire et développe le thème "dormir quelque part" .. Voyageant dans des pays dont souvent, elle ne parle pas la langue, elle aborde les gens avec un papier disant Je cherche un endroit pour passer la nuit et, une fois admise dans leur intimité et la confiance installée, elle réalise ses photos. « Et si la langue manque, on se rapproche souvent plus vite. On observe mieux, on regarde mieux. Il y a beaucoup de silences et, dans le silence, on apprend à mieux connaître les gens . ». En 2009, elle voyage ainsi en Russie sur le Transsibérien, pour le projet Ou Menya qui lui vaut le Magnum Expression Award.
En 2012, elle publie son deuxième livre, I am about to call it a day, après un voyage en auto-stop aux États-Unis où elle loge également chez des habitants. En 2011-2017 elle séjourne à plusieurs reprises au Caire, en pleine instabilité, pour le projet Cairopolis avec  Harry Gruyaert, Filip Claus et Zaza Bertrand,,. Elle déclare que, depuis ce reportage, son approche a changé et qu'elle considère maintenant les personnes qu'elle photographie comme des acteurs et non plus comme des sujets.
Ses photos sont à la fois intimes et distanciées et montrent sa capacité à établir la confiance avec des inconnus. Confiance qui n'est rendue possible que par la brièveté de la rencontre. Les sujets de ses photos semblent avoir oublié sa présence tant ils livrent leur intimité,.
Bieke Depoorter rejoint le collectif Tendance Floue en 2011 puis l’agence Magnum Photos, dont elle devient membre associée en 2014, à l'âge de 25 ans. Elle en devient membre à part entière quatre ans plus tard, en 2016,.
En 2015, elle réalisé la photo de couverture de l'album Man Mountain de Sioen. Avec Mattias De Craene (nl), elle réalise le court métrage Dvalemodus pendant les mois d'hiver sur l'île norvégienne de Sonja, qui paraît en 2017,. La même année, elle démarre également un projet au long cours (Agata ) avec une jeune strip-teaseuse polonaise rencontrée dans un bar parisien.
Bieke Depoorter est une membre active du projet Of Soul and Joy depuis 2012, pour lequel elle conduit des ateliers photos et parraine des étudiants en photographie. En 2012, Rubis Mécénat lui commande un reportage photo, intitulé Thokoza, du nom d'un township proche de Johannesbourg où le fonds organise des formations à la photographie,.
En 2015, elle est co-commissaire de l’exposition « Free from my Happiness » avec Tjorven Bruyneel au Festival International de Photo de Gand.L'exposition présente les travaux de trois photographes sud-africains : Sibusiso Bheka, Tshepiso Mazibuko et Lindokuhle Sobekwa, issus de Thokoza et formés à la photographie dans le cadre du projet Of Soul and Joy.
En plus de ses projets personnels, Bieke Depoorter réalise également des documentaires sociaux, pour lesquels elle collabore avec des organisations telles que Médecins Sans Frontières.

## Distinctions
- 2009 : 
  - Prix Magnum Expression pour Ou menya[13]
  - Nomination pour le Photo Academy Award du Musée de la photographie de La Haye pour Ou menya[14]
- 2017 : 
  - Prix Levallois pour As It May Be[15]
  - Prix Henri Nannen[16]
- 2018 : Prix de photographie Larry Sultan[15]

## Expositions
- 2011 : Ou Menya, Kunsthal, Rotterdam[6]
- 2013 : 
  - Aller Retour, avec Stephan Vanfleteren et Carl De Keyzer Budafabriek, Courtrai[2]
  - Cairopolis, avec Harry Gruyaert, Filip Claus en Zaza Bertrand, Abbaye Saint-Pierre, Gand[2]
- 2018 : 
  - Pink, Musée de la photographie, Anvers[9]
  - Bieke Depoorter, Musée de la photographie, La Haye[17]
- 2022 : 
  - A Chance Encounter, C/O Berlin (de), Berlin

## Publications
- (nl + fr + en) Ou Menya, textes de Paul Desmets, traduits par Michael Lomax, Lannoo, 2012  (ISBN 978-9020992137)
- I'm about to call it a day, texte de Maarten Dings, Ed. Patrick Frey et Hannibal, 2014, 43 p. (ISBN 978-3905929690)
- (fr + en)Sète #15, texte de Christian Caujolle, Le Bec en l'air, 2015, 96 p. (ISBN 978-2367440798)
- As it may be, texte de Ruth Vandewalle, Hannibal Books (Kannibaal/Hannibal Publishers), 2017 60+64 p.  (ISBN 978-9492677174)
- A., 2021, 424 p., auto-édité par Des Palais,  (ISBN 978-9464334975)
- Mumkin. Est-ce possible?. texte de Ruth Vandewalle, Paris, Xavier Barral, 2018  (ISBN 978-2-36511-164-5)